# توني سميث (لاعب كرة قاعدة)
توني سميث (بالإنجليزية: Tony Smith)‏ هو لاعب كرة قاعدة أمريكي، ولد في 14 مايو 1884 في شيكاغو في الولايات المتحدة، وتوفي في 27 فبراير 1964 في غالفستون في الولايات المتحدة.

## وصلات خارجية
- أنتوني سميث على موقعبيزبول رفرنس.كوم (الدوري الرئيسي) (الإنجليزية)
- أنتوني سميث على موقعبيزبول رفرنس.كوم (الدوري الثانوي) (الإنجليزية)